# Uppsala KFUK-KFUM
Der Uppsala KFUK-KFUM (abgekürzt für Uppsala Kristliga Föreningen av Unga Kvinnor och Kristliga Föreningen av Unga Män) ist ein schwedischer Mehrspartensportverein aus Uppsala.

## Geschichte
1876 erfolgte die Gründung des Uppsala KFUM. 1974 schlossen sich KFUK und KFUM zusammen. Besonders im Badminton und im Basketball erreichte der Verein zahlreiche Erfolge, wobei die Badmintonabteilung unter dem Namen Fyrisfjädern startet.

## Badminton
Im Badminton errang der Verein zahlreiche internationale und nationale Titel. Im Europapokal belegte Uppsala in den Jahren von 2000 bis 2003 jeweils den zweiten Platz. Von 2000 bis 2004 und 2006 bis 2012 wurde der Verein jeweils schwedischer Mannschaftsmeister.

### Erfolge
| Saison    | Veranstaltung                      | Disziplin    | Platz | Name                                                                      |
| --------- | ---------------------------------- | ------------ | ----- | ------------------------------------------------------------------------- |
| 1981/1982 | Schweden: Einzelmeisterschaft U17  | Herreneinzel | 1     | Rikard Rönnblom (Uppsala KFUM)                                            |
| 1983/1984 | Schweden: Einzelmeisterschaft U19  | Herreneinzel | 1     | Rikard Rönnblom (Uppsala KFUM)                                            |
| 1986/1987 | Schweden: Einzelmeisterschaft U22  | Mixed        | 1     | Erik Söderberg / Cecilia Roos (Uppsala KFUM)                              |
| 1992/1993 | Schweden: Einzelmeisterschaft U22  | Mixed        | 1     | Ulf Svensson / Malin Erlandsson (Uppsala KFUM)                            |
| 1995/1996 | Schweden: Einzelmeisterschaft U19  | Herreneinzel | 1     | Oskar Johannesson (Uppsala KFUM)                                          |
| 1995/1996 | Schweden: Einzelmeisterschaft U19  | Mixed        | 1     | Oskar Johannesson / Johanna Persson (Uppsala KFUM / Täby BMF)             |
| 1996/1997 | Schweden: Einzelmeisterschaft U22  | Herrendoppel | 1     | Andreas Ehn / Oskar Johannesson (Uppsala KFUM)                            |
| 1997/1998 | Schweden: Einzelmeisterschaft U22  | Herreneinzel | 1     | Per-Henrik Croona (Uppsala KFUM)                                          |
| 1998/1999 | Schweden: Einzelmeisterschaft U17  | Herreneinzel | 1     | Gustav Ihrlund (Uppsala KFUM)                                             |
| 1998/1999 | Schweden: Einzelmeisterschaft U19  | Herrendoppel | 1     | Daniel Glaser / Gustaf Ihrlund (Täby BMF / Uppsala KFUM)                  |
| 1998/1999 | Schweden: Einzelmeisterschaft U19  | Herreneinzel | 1     | Gustav Ihrlund (Uppsala KFUM)                                             |
| 1998/1999 | Schweden: Einzelmeisterschaft U22  | Herreneinzel | 1     | Per-Henrik Croona (Uppsala KFUM)                                          |
| 1998/1999 | Schweden: Einzelmeisterschaft U22  | Herrendoppel | 1     | Emma Gustafson / Pernilla Pariola (IFK Umeå / Uppsala KFUM)               |
| 1998/1999 | Schweden: Einzelmeisterschaft U17  | Herrendoppel | 1     | Gustav Ihrlund / Dennis von Dahn (Uppsala KFUM / Mörrum)                  |
| 1999/2000 | Schweden: Einzelmeisterschaft U19  | Herreneinzel | 1     | Gustav Ihrlund (Uppsala KFUM)                                             |
| 1999/2000 | Schweden: Einzelmeisterschaft      | Dameneinzel  | 1     | Marina Andrievskaia (Uppsala KFUM)                                        |
| 1999/2000 | Schweden: Einzelmeisterschaft U22  | Herrendoppel | 1     | Emma Gustafson / Pernilla Pariola (IFK Umeå / Uppsala KFUM)               |
| 1999/2000 | Schweden: Einzelmeisterschaft U22  | Herrendoppel | 1     | Daniel Glaser / Gustav Ihrlund (Täby BMF / Uppsala KFUM)                  |
| 2000      | Schweden: Mannschaftsmeisterschaft | Mannschaft   | 1     | Uppsala KFUM Badminton Club                                               |
| 2000/2001 | Schweden: Einzelmeisterschaft U22  | Herreneinzel | 1     | Kasperi Salo (Uppsala KFUM)                                               |
| 2000/2001 | Schweden: Einzelmeisterschaft U22  | Mixed        | 1     | Daniel Glaser / Pernilla Pariola (Täby BMF / Uppsala KFUM)                |
| 2000/2001 | Schweden: Einzelmeisterschaft      | Herreneinzel | 1     | George Rimarcdi (Uppsala KFUM)                                            |
| 2000/2001 | Schweden: Einzelmeisterschaft U19  | Herreneinzel | 1     | Gustav Ihrlund (Uppsala KFUM)                                             |
| 2000/2001 | Schweden: Einzelmeisterschaft      | Dameneinzel  | 1     | Marina Andrievskaia (Uppsala KFUM)                                        |
| 2000/2001 | Schweden: Einzelmeisterschaft      | Damendoppel  | 1     | Marina Andrievskaia / Christine Gandrup (Uppsala KFUM / Täby BMF)         |
| 2001/2002 | Schweden: Einzelmeisterschaft U22  | Herrendoppel | 1     | Björn Fredriksson / Kristian Karttunen (Uppsala KFUM / Askim BC)          |
| 2001/2002 | Schweden: Einzelmeisterschaft U15  | Herrendoppel | 1     | Tim Foo / Rikard Eidestedt (Örebro / Uppsala)                             |
| 2001/2002 | Schweden: Einzelmeisterschaft O35  | Herrendoppel | 1     | Stefan Sjöö / Erik Söderberg (Uppsala KFUM)                               |
| 2002/2003 | Schweden: Einzelmeisterschaft      | Dameneinzel  | 1     | Marina Andrievskaia (Uppsala KFUM)                                        |
| 2003/2004 | Schweden: Einzelmeisterschaft U13  | Mixed        | 1     | Fredrik Johnson / Anton Wieselblad (Täby BMF / Uppsala KFUM)              |
| 2003/2004 | Schweden: Einzelmeisterschaft      | Dameneinzel  | 1     | Marina Andrievskaia (Uppsala KFUM)                                        |
| 2003/2004 | Schweden: Einzelmeisterschaft      | Herreneinzel | 1     | George Rimarcdi (Uppsala KFUM)                                            |
| 2003/2004 | Schweden: Einzelmeisterschaft U19  | Herrendoppel | 1     | Richard Eidestedt / Tim Foo (Uppsala KFUM)                                |
| 2003/2004 | Schweden: Einzelmeisterschaft U22  | Herreneinzel | 1     | Kristian Karttunen (Uppsala KFUM)                                         |
| 2003/2004 | Schweden: Einzelmeisterschaft U17  | Herrendoppel | 1     | Richard Eidestedt / Tim Foo (Uppsala KFUM)                                |
| 2003/2004 | Schweden: Einzelmeisterschaft U19  | Herrendoppel | 1     | Richard Eidestedt / Tim Foo (Uppsala KFUM)                                |
| 2003/2004 | Schweden: Einzelmeisterschaft U17  | Herrendoppel | 1     | Richard Eidestedt / Tim Foo (Uppsala KFUM)                                |
| 2003/2004 | Schweden: Einzelmeisterschaft U17  | Herreneinzel | 1     | Tim Foo (Uppsala KFUM)                                                    |
| 2003/2004 | Schweden: Einzelmeisterschaft U17  | Herreneinzel | 1     | Tim Foo (Uppsala KFUM)                                                    |
| 2003/2004 | Schweden: Einzelmeisterschaft U17  | Mixed        | 1     | Richard Eidestedt / Emma Wengberg (Uppsala KFUM / BK Aura)                |
| 2003/2004 | Schweden: Einzelmeisterschaft U17  | Mixed        | 1     | Richard Eidestedt / Emma Wengberg (Uppsala KFUM / BK Aura)                |
| 2004/2005 | Schweden: Einzelmeisterschaft U19  | Herrendoppel | 1     | Richard Eidestedt / Tim Foo (Uppsala KFUM)                                |
| 2004/2005 | Schweden: Einzelmeisterschaft U17  | Herrendoppel | 1     | Gabriel Ulldahl / Joel Johansson-Berg (V Frölunda / Uppsala KFUM)         |
| 2004/2005 | Schweden: Einzelmeisterschaft      | Damendoppel  | 1     | Elin Bergblom / Johanna Persson (Uppsala KFUM / Täby BMF)                 |
| 2005/2006 | Schweden: Einzelmeisterschaft U22  | Herrendoppel | 1     | Tim Foo / Andi Hartono (Uppsala KFUM)                                     |
| 2005/2006 | Schweden: Einzelmeisterschaft      | Damendoppel  | 1     | Elin Bergblom / Johanna Persson (Uppsala KFUM / GBK)                      |
| 2005/2006 | Schweden: Einzelmeisterschaft      | Herreneinzel | 1     | George Rimarcdi (Uppsala KFUM)                                            |
| 2005/2006 | Schweden: Einzelmeisterschaft U19  | Herrendoppel | 1     | Richard Eidestedt / Tim Foo (Uppsala KFUM)                                |
| 2006/2007 | Schweden: Einzelmeisterschaft O40  | Herreneinzel | 1     | Stefan Sjöö (Uppsala KFUM)                                                |
| 2006/2007 | Schweden: Einzelmeisterschaft U22  | Dameneinzel  | 1     | Anastasia Kudinova (Uppsala KFUM)                                         |
| 2006/2007 | Schweden: Einzelmeisterschaft U19  | Herrendoppel | 1     | Gabriel Ulldahl / Joel Johansson Berg (Västra Frölunda / Uppsala KFUM)    |
| 2006/2007 | Schweden: Einzelmeisterschaft U17  | Herrendoppel | 1     | Jonas Johansson-Berg / Alexander Lundberg (Uppsala KFUM / BMK Wätterstad) |
| 2006/2007 | Schweden: Einzelmeisterschaft      | Herrendoppel | 1     | Imam Sodikin / Imanuel Hirschfeld (Uppsala KFUM)                          |
| 2006/2007 | Schweden: Einzelmeisterschaft      | Herreneinzel | 1     | George Rimarcdi (Uppsala KFUM)                                            |
| 2006/2007 | Schweden: Einzelmeisterschaft      | Mixed        | 1     | Imam Sodikin / Elin Bergblom (Uppsala KFUM)                               |
| 2006/2007 | Schweden: Einzelmeisterschaft O40  | Herrendoppel | 1     | Stefan Sjöö / Erik Söderberg (Uppsala KFUM)                               |
| 2007/2008 | Schweden: Einzelmeisterschaft      | Herrendoppel | 1     | Tim Foo / Andy Hartono (Uppsala KFUM)                                     |
| 2007/2008 | Schweden: Einzelmeisterschaft      | Damendoppel  | 1     | Elin Bergblom / Johanna Persson (Uppsala KFUM / GBK)                      |
| 2007/2008 | Schweden: Einzelmeisterschaft O45  | Herrendoppel | 1     | Olof Åslund / Mats Gustafsson (Uppsala KFUM / Uppsala Vintage)            |
| 2007/2008 | Schweden: Einzelmeisterschaft U13  | Dameneinzel  | 1     | Julia Ahlstrand (Uppsala KFUM BMK)                                        |
| 2007/2008 | Schweden: Einzelmeisterschaft U22  | Dameneinzel  | 1     | Anastasia Kudinova (Uppsala KFUM)                                         |
| 2007/2008 | Schweden: Einzelmeisterschaft U22  | Herrendoppel | 1     | Tim Foo / Henri Hurskainen (Uppsala KFUM / V. Frölunda)                   |
| 2007/2008 | Schweden: Einzelmeisterschaft O40  | Herrendoppel | 1     | Stefan Sjöö / Erik Söderberg (Uppsala KFUM)                               |

## Basketball
Im Basketball ist der Verein mittlerweile als Uppsala Basket erfolgreich.